# Potentilla inopinata
Potentilla inopinata är en rosväxtart som beskrevs av J. Soják. Potentilla inopinata ingår i Fingerörtssläktet som ingår i familjen rosväxter. Inga underarter finns listade i Catalogue of Life.